# Helle Rotbøll
Helle Rotbøll (* 8. Oktober 1963) ist eine ehemalige dänische Fußballspielerin.

## Karriere
Rotbøll spielte zumindest in den Jahren 1985 bis 1990 bei Hjortshøj-Egaa Idrætsforening, einem Verein aus Aarhus. Am 21. August 1985 kam Rotbøll beim 2:2-Unentschieden gegen die Vereinigten Staaten zu ihrem ersten Einsatz für die dänische Nationalmannschaft. Rotbøll bestritt am 8. Dezember 1990 beim 1:0-Sieg über Niederlande ihr 15. und letztes Länderspiel; insgesamt erzielte sie vier Treffer im Nationaldress. Im Jahr 1991 stand sie im dänischen Kader bei der Weltmeisterschaft, kam hierbei jedoch nicht zum Einsatz.